# Erisma
Erisma, biljni rod od  19 priznatih vrsta grmova i drveća iz tropske Amerike. Pripada porodici Vochysiaceae.
Tipična vrsta je Erisma floribundum Rudge. Rod je opisan u Plantarum Guianae Rariorum Icones et Descriptiones ... 7. 1805.

## Vrste
1. Erisma arietinum M. L. Kawas.
2. Erisma bicolor Ducke
3. Erisma blancoa L. Marcano Berti
4. Erisma bracteosum Ducke
5. Erisma calcaratum (Link) Warming
6. Erisma floribundum Rudge
7. Erisma fuscum Ducke
8. Erisma gracile Ducke
9. Erisma homosepala Ducke
10. Erisma japura Spruce ex Warm.
11. Erisma lanceolatum Stafleu
12. Erisma laurifolium Spruce ex Warming
13. Erisma micranthum Spruce ex Warm.
14. Erisma nitidum DC.
15. Erisma panamense M. L. Kawas., S. Castillo & Mc Pherson
16. Erisma silvae Marc.-Berti
17. Erisma splendens Stafleu
18. Erisma tessmannii Pilg.
19. Erisma uncinatum Warm.

## Sinonimi
- Debraea Roem. & Schult.; Syst. 1: 4 (1817)
- Ditmaria Spreng.; Anleit. 2: II. 704 (1818), et Syst. 1: 4 (1825)